# Вишний Волочок
Вишний Волочок (на руски: Вышний Волочёк) е град в Русия, административен център на Вишневолоцки район, Тверска област.
Населението на града към 1 януари 2018 година е 46 908 души.